# سیلم (کنتیکت)
سیلم، کنتیکت (انگلیسی: Salem, Connecticut) یک شهرک در شهرستان نیو لندن، کنتیکت واقع شده است و طبق سرشمارس سال ۲۰۱۰، ۴٬۱۵۱ نفر جمعیت دارد. این شهرک ۷۷٫۲ کیلومتر مربع مساحت دارد